# Geoffrey Van Orden

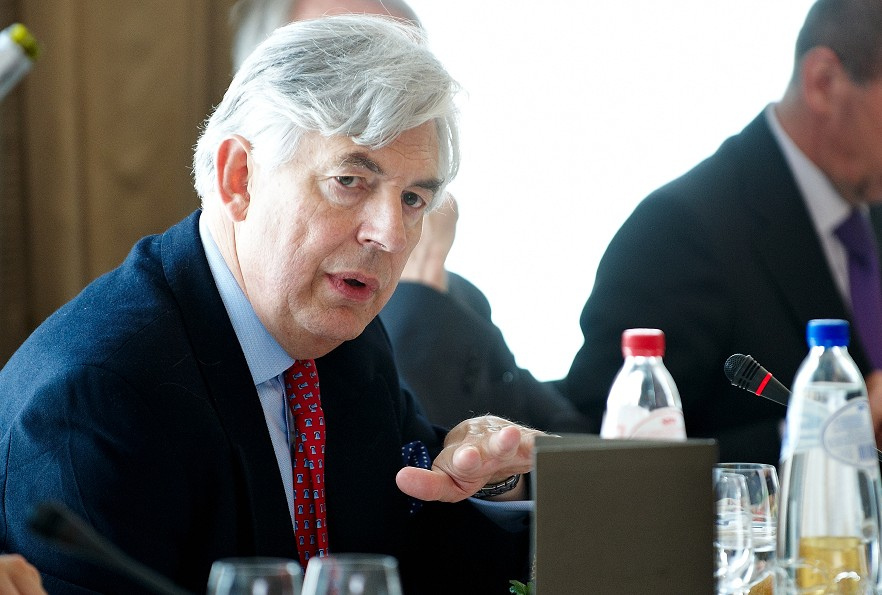
Geoffrey Van Orden

Geoffrey Van Orden (n. 10 aprilie 1945) este un om politic britanic, membru al Parlamentului European în perioadele 1999-2004 și 2004-2009 din partea Regatului Unit.
1. ↑  Deputații în Parlamentul European